# 10334 Gibbon
10334 Gibbon là một tiểu hành tinh vành đai chính với chu kỳ quỹ đạo là 1783.4310340 ngày (4.88 năm).
Nó được phát hiện ngày 3 tháng 8 năm 1991.